# Пшетич-Влосцянська
Пшетич-Влосцянська (пол. Przetycz Włościańska) — село в Польщі, у гміні Длуґосьодло Вишковського повіту Мазовецького воєводства.
Населення — 194 особи (2011).
У 1975-1998 роках село належало до Остроленцького воєводства.

## Демографія
Демографічна структура станом на 31 березня 2011 року:
|          | Загалом | Допрацездатний вік | Працездатний вік | Постпрацездатний вік |
| -------- | ------- | ------------------ | ---------------- | -------------------- |
| Чоловіки | 101     | 23                 | 71               | 7                    |
| Жінки    | 93      | 20                 | 52               | 21                   |
| Разом    | 194     | 43                 | 123              | 28                   |